# Parallelogram
I geometrien er et parallelogram en firkant hvori modstående sider er parallelle. En firkant ABCD er altså et parallelogram hvis AB og CD er parallelle samt BC og DA er parallelle.
I et parallelogram er de modstående sider lige lange. Diagonalerne halverer hinanden. Arealet fås som højden gange grundlinjen.

## Parallelogrammets vinkler
Vinklerne kan beregnes ved at de modstående vinkler er lige store. Altså er {\displaystyle \angle A=\angle C} og {\displaystyle \angle B=\angle D} på denne figur, så følgende formel kan bruges til at udregne vinklerne bare ved at kende en af dem:
{\displaystyle \angle B=\angle D={\frac {360^{\circ }-(2*\angle A)}{2}}={\frac {360^{\circ }-(2*\angle C)}{2}}}
så hvis {\displaystyle \angle A} er 102 så er {\displaystyle \angle C} det samme, og regnestykket vil se således ud:
{\displaystyle {\frac {360^{\circ }-(2*102^{\circ })}{2}}=78^{\circ }}

## Vektorregning og parallelogrammet
To (ikke-parallelle) vektorer udspænder et parallelogram der kan bruges til at anskueliggøre vektorernes sum. Se også kræfternes parallelogram. 
Arealet af parallelogrammet kan vha. vektorer beregnes, enten ved at finde den numeriske værdi af determinanten mellem to vektorer, eller ved at beregne længden af to vektorers vektorprodukt.

## Specialtilfælde
Særlige tilfælde af parallelogrammet er 
- rombe, hvor alle fire sider er lige lange
- rektangel, hvor alle fire vinkler er lige store
- kvadrat, hvor alle fire sider og alle fire vinkler er lige store.